# VTR (entreprise)
Pour les articles homonymes, voir VTR.
VTR Comunicaciones SpA est une entreprise chilienne de télécommunications fondée en 1928. Elle est la principale entreprise de télévision par câble du Chili et propose également des services d'internet et de téléphonie.